# Conistra flavofasciata
Conistra flavofasciata är en fjärilsart som beskrevs av Lucas 1911. Conistra flavofasciata ingår i släktet Conistra och familjen nattflyn. Inga underarter finns listade i Catalogue of Life.